# Сантос Родриго, Жуан Силва
Жуан Родриго Силва Сантос, более известен как Жуан Родриго (8 ноября 1977 — 29 октября 2013) — бразильский футболист. Выступал за ряд бразильских клубов низших лиг, за исключением своего первого клуба, «Бангу», а также за клуб «Олимпия Тегусигальпа» (Гондурас), с которым в 1999 году сделал «золотой дубль». В Европе некоторое время выступал за шведский «Эстер».
Его особенно жестокое убийство привлекло внимание всего мира.

## Карьера
Жуан Родриго начал свою карьеру в молодёжной команде «Бангу». 2 апреля 1996 года он дебютировал в первой команде. Два года спустя он забил свой первый гол в Лиге Кариока в ворота «Флуминенсе». В том же году он был отдан в аренду в самый успешный клуб Гондураса, «Олимпию». Он выиграл с клубом в том сезоне национальный чемпионат и кубок.
Позже он был отдан в аренду в «Атлетико Сорокаба», в 2000 году он вернулся в «Бангу», который к тому времени был понижен в классе. В итоге он стал одним из самых результативных нападающих своего клуба. В 2000 году он был лучшим бомбардиром «Бангу». Однако в начале 2001 года Жуан Родриго был серьёзно травмирован и пропустил оставшуюся часть сезона.
В 2003 году он был вновь отдан в аренду и играл в Швеции за «Эстер», он забил один гол в шести матчах чемпионата. В 2004 году он вернулся в свой родной клуб и через год был продан «Мадурейре». На то время Жуан Родриго имел в активе 103 матча и 33 гола за клуб.
Затем он играл в различных клубах, пока, наконец, не завершил карьеру в 2010 году.

## Личная жизнь
После окончания карьеры Жуан Родриго открыл в районе Реаленго (запад Рио-де-Жанейро) розничный магазин органических продуктов и натуральной косметики.
Жуан Родриго состоял в браке с Гейсой Силва. Она работала в полицейском подразделении Рио-де-Жанейро и участвовала в поддержке порядка в фавелах, таких как Сан-Карлос на севере Рио. Она не участвовала в рейдах, но поддерживала молодых людей в рамках социальных проектов, например, давала уроки плавания.

## Убийство
28 октября 2013 года в 19:45 часов Жуан Родриго закрыл магазин. После отъезда от магазина его похитили несколько бандитов на его собственном автомобиле. Когда Жуан Родриго не пришёл домой, его жена сообщила в полицию, на следующий день он значился в числе пропавших без вести.
В 5:30 его жена нашла рюкзак мужа на пороге своего дома. В рюкзаке находилась отрубленная голова футболиста. Оба глаза и язык были вырезаны из черепа. Торс позже был найден в реке Гуаньду в Кеймадусе. Остальные части тела были разбросаны в том же районе.
Учитывая стиль убийства, полиция подозревала наркоторговцев. Сам Жуан Родриго якобы не имел никакого контакта ни с какой формой наркотиков и никогда не получал никаких предупреждений или угроз. Из-за профессиональной деятельности его жены в качестве офицера полиции в фавелах Рио-де-Жанейро убийство было первоначально интерпретировано как возмездие наркоторговцев его жене. Позже стало известно, что Жуан Родриго днём ранее опубликовал изображения дилеров и грабителей на «Facebook», дабы придать их действия огласке.
Жуан Родриго был похоронен на кладбище Жардин-да-Саудаде на западе Рио.